# Rejon leśnojski

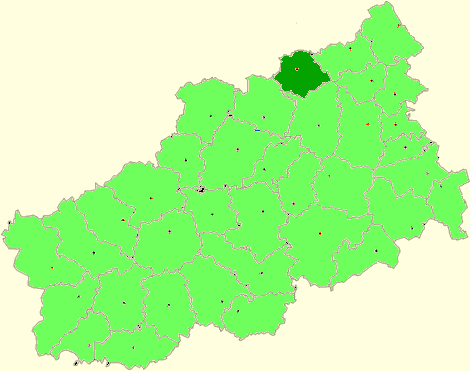
położenie rejonu w obrębie obwodu twerskiego

Rejon leśnojski (ros. Лесной район) – rejon w zachodniej Rosji, w obwodzie twerskim.

## Położenie
Rejon, tak jak cały obwód twerski leży we wschodniej Europie, na terenie Niziny Wschodnioeuropejskiej.
Rejon leśnojski leży w północnej części obwodu twerskiego.

## Powierzchnia
Rejon ma powierzchnię 1.633 km².
Teren ten stanowi łagodnie pofałdowana równina, nosząca ślady działalności lodowców, stanowiąca część 
Niziny Wschodnioeuropejskiej.
Powierzchnię rejonu stanowią głównie lasy, złożone przede wszystkim z drzew liściastych (głównie osiki, brzozy i olchy) z domieszką gatunków iglastych (najczęściej świerku). W lasach tych żyją m.in. dziki, łosie, zające i lisy.
Na terenie rejonu, na zajmujących sporą część powierzchni obszarach podmokłych występują także skupiska roślinności bagiennej. Na obszarze tym znajdują się ponadto torfowiska.
Dużą część powierzchni stanowią grunty orne i pastwiska.
W rejonie znajduje się duża liczba jezior, głównie pochodzenia polodowcowego.
Przez obszar rejonu przepływają liczne większe i mniejsze rzeki i strumienie, spośród których największymi są Mołoga, Saragoża i Połonucha.
Zbiorniki wodne obfitują w ryby, spośród których najważniejsze znaczenie dla gospodarki mają leszcze, jazie, szczupaki i okonie.

## Ludność
W rejonie zamieszkuje ok. 7 tys. osób; liczba ta w ostatnich latach spada w wyniku niskiego przyrostu naturalnego i emigracji zarobkowej do innych regionów Rosji, najczęściej dużych miast, zwłaszcza Moskwy.
Ponieważ wyjeżdżają głównie ludzie młodzi, średnia wieku mieszkańców rejonu jest dość wysoka.
Całą populację rejonu stanowi ludność wiejska, gdyż na terenie tej jednostki podziału administracyjnego nie ma żadnego miasta.
Niemal całą populację rejonu stanowią Rosjanie. Większość ludności wyznaje prawosławie, istnieje także spora liczba niewierzących, pozostała po okresie przymusowej ateizacji za czasów Związku Radzieckiego.
Gęstość zaludnienia w rejonie wynosi 4,3 os./km².

## Stolica i ośrodki osadnicze
Ośrodkiem administracyjnym jest wieś Lesnoje.
Poza nim na obszarze tej jednostki podziału administracyjnego znajdują się 144 punkty osadnicze - większe i mniejsze wsie, liczące od kilku do kilkuset mieszkańców.

## Gospodarka
Gospodarka rejonu, po rozpadzie ZSRR pogrążona jest w kryzysie.
Podstawowymi źródłami utrzymania dla mieszkańców rejonu jest praca w rolnictwie, a w mniejszym stopniu w przemyśle i usługach.
Głównym centrum gospodarczym i ośrodkiem przemysłowym na terenie rejonu jest jego stolica – wieś Lesnoje.
Znajdują się tam m.in. zakłady przemysłu spożywczego.
Także w innych większych ośrodkach osadniczych na terenie rejonu znajduje się drobny przemysł spożywczy, który stanowią niewielkie zakłady, zatrudniające po kilka - kilkanaście osób (jak piekarnie czy masarnie), produkujące głównie na rynek lokalny, a także niewielki przemysł włókienniczy (jak szwalnie) i budowlany.
Duże znaczenie w gospodarce rejonu odgrywa rolnictwo, któremu sprzyjają dość korzystne warunki klimatyczne i glebowe. Najczęściej uprawiane są rośliny pastewne, a także zboża, głównie pszenica i żyto, w mniejszym stopniu owies, a poza tym len, ziemniaki oraz warzywa, a także, na niewielką skalę - owoce.
Hodowla obejmuje głównie bydło a także trzodę chlewną i drób.

## Rys historyczny
Historia ziem wchodzących w skład rejonu leśnojskiego jest zbieżna z historią całego obwodu twerskiego. Jako odrębna jednostka administracyjna rejon został utworzony w 1929 roku, zaś obecną nazwę otrzymał w rok później.

## Podział administracyjny
W skład rejon wchodzą 4 mniejsze jednostki podziału terytorialnego – osiedla (ros. поселение).
Wszystkie one stanowią osiedla wiejskie (obejmujące kilkanaście – kilkadziesiąt wsi).

## Klimat
W rejonie panuje klimat umiarkowany ciepły, o charakterze kontynentalnym. 
Zima jest dość chłodna (średnia temperatura stycznia to ok. 
-10 - 13 °C), lecz niezbyt długa, zaś lato długie i ciepłe (średnia temperatura lipca to +17 - + 18°C).
W rejonie notuje się dość wysoki poziom opadów (ok. 650 mm), głównie w postaci deszczu, którego największe nasilenie przypada na przełom lipca i sierpnia.